# Sydamerikanska U20-mästerskapet i fotboll 2013
Sydamerikanska U20-mästerskapet i fotboll 2013 (spanska: Campeonato Sudamericano Sub-20 Juventud de América Argentina 2013) var en fotbollsturnering för U-20 landslag i Sydamerika (CONMEBOL). Turneringen hölls i Argentina från den 9 januari till 3 februari 2013.
De fyra bästa lagen i turneringen kvalificerade sig till U20-världsmästerskapet i fotboll 2013 i Turkiet: Colombia, Paraguay, Uruguay och Chile.

## Spelorter
Två arenor användes vid mästerskapet:
- Estadio Malvinas Argentinas, belägen i Mendoza och rymmer 45 268 åskådare
- Estadio San Juan del Bicentenario, belägen i San Juan och rymmer 25 286 åskådare

## Spelartrupper
Vardera lag fick ta med en trupp på maximalt 22 spelare. Listan skulle lämnas in till CONMEBOL innan turneringens start, och fick enbart bestå av spelare födda efter den 1 januari 1993.

## Första omgången
Chile och Peru vann sina respektive grupper. De tre bästa lagen ur varje grupp kvalificerade sig vidare till turneringens andra omgång.

### Grupp A
| Nr | Lag           | S | V | O | F | GM | IM | MS  | P  |
| -- | ------------- | - | - | - | - | -- | -- | --- | -- |
| 1  | Chile U20     | 4 | 4 | 0 | 0 | 8  | 3  | +5  | 12 |
| 2  | Colombia U20  | 4 | 2 | 0 | 2 | 10 | 5  | +5  | 6  |
| 3  | Paraguay U20  | 4 | 2 | 0 | 2 | 9  | 6  | +3  | 6  |
| 4  | Argentina U20 | 4 | 1 | 1 | 2 | 6  | 7  | −1  | 4  |
| 5  | Bolivia U20   | 4 | 0 | 1 | 3 | 3  | 15 | −12 | 1  |

|           | 9 januari | Paraguay U20 | 0 – 1           | Colombia U20 | Estadio Malvinas Argentinas                         |                                                     |
| 20:00 ART | 20:00 ART |              | (0 – 1) Rapport | Córdoba 35′  | Mendoza Publik: 3 000 Domare: Carlos Vera (Ecuador) | Mendoza Publik: 3 000 Domare: Carlos Vera (Ecuador) |
| 20:00 ART | 20:00 ART |              |                 |              | Mendoza Publik: 3 000 Domare: Carlos Vera (Ecuador) | Mendoza Publik: 3 000 Domare: Carlos Vera (Ecuador) |
| 20:00 ART | 20:00 ART |              |                 |              | Mendoza Publik: 3 000 Domare: Carlos Vera (Ecuador) | Mendoza Publik: 3 000 Domare: Carlos Vera (Ecuador) |

|           | 9 januari | Argentina U20 | 0 – 1           | Chile U20    | Estadio Malvinas Argentinas                             |                                                         |
| 22:15 ART | 22:15 ART |               | (0 – 1) Rapport | Castillo 21′ | Mendoza Publik: 30 000 Domare: Sandro Ricci (Brasilien) | Mendoza Publik: 30 000 Domare: Sandro Ricci (Brasilien) |
| 22:15 ART | 22:15 ART |               |                 |              | Mendoza Publik: 30 000 Domare: Sandro Ricci (Brasilien) | Mendoza Publik: 30 000 Domare: Sandro Ricci (Brasilien) |
| 22:15 ART | 22:15 ART |               |                 |              | Mendoza Publik: 30 000 Domare: Sandro Ricci (Brasilien) | Mendoza Publik: 30 000 Domare: Sandro Ricci (Brasilien) |

|           | 11 januari | Argentina U20 | 1 – 2           | Paraguay U20               | Estadio Malvinas Argentinas                           |                                                       |
| 20:00 ART | 20:00 ART  | Vietto 37′    | (1 – 0) Rapport | González 60′ Domínguez 67′ | Mendoza Publik: 20 000 Domare: Victor Carrillo (Peru) | Mendoza Publik: 20 000 Domare: Victor Carrillo (Peru) |
| 20:00 ART | 20:00 ART  |               |                 |                            | Mendoza Publik: 20 000 Domare: Victor Carrillo (Peru) | Mendoza Publik: 20 000 Domare: Victor Carrillo (Peru) |
| 20:00 ART | 20:00 ART  |               |                 |                            | Mendoza Publik: 20 000 Domare: Victor Carrillo (Peru) | Mendoza Publik: 20 000 Domare: Victor Carrillo (Peru) |

|           | 11 januari | Chile U20                 | 2 – 0           | Bolivia U20 | Estadio Malvinas Argentinas                                |                                                            |
| 22:15 ART | 22:15 ART  | Castillo 54′ Cuevas 90+3′ | (0 – 0) Rapport |             | Mendoza Publik: 5 000 Domare: Marlon Escalante (Venezuela) | Mendoza Publik: 5 000 Domare: Marlon Escalante (Venezuela) |
| 22:15 ART | 22:15 ART  |                           |                 |             | Mendoza Publik: 5 000 Domare: Marlon Escalante (Venezuela) | Mendoza Publik: 5 000 Domare: Marlon Escalante (Venezuela) |
| 22:15 ART | 22:15 ART  |                           |                 |             | Mendoza Publik: 5 000 Domare: Marlon Escalante (Venezuela) | Mendoza Publik: 5 000 Domare: Marlon Escalante (Venezuela) |

|           | 13 januari | Chile U20                | 2 – 1           | Colombia U20 | Estadio Malvinas Argentinas                          |                                                      |
| 17:45 ART | 17:45 ART  | Cuevas 6′ Lichnovsky 31′ | (2 – 0) Rapport | Quintero 83′ | Mendoza Publik: 10 000 Domare: Carlos Vera (Ecuador) | Mendoza Publik: 10 000 Domare: Carlos Vera (Ecuador) |
| 17:45 ART | 17:45 ART  |                          |                 |              | Mendoza Publik: 10 000 Domare: Carlos Vera (Ecuador) | Mendoza Publik: 10 000 Domare: Carlos Vera (Ecuador) |
| 17:45 ART | 17:45 ART  |                          |                 |              | Mendoza Publik: 10 000 Domare: Carlos Vera (Ecuador) | Mendoza Publik: 10 000 Domare: Carlos Vera (Ecuador) |

|           | 13 januari | Argentina U20         | 2 – 2           | Bolivia U20             | Estadio Malvinas Argentinas                               |                                                           |
| 20:00 ART | 20:00 ART  | Melano 48′ Vietto 65′ | (0 – 1) Rapport | Bejarano 12′ Vargas 87′ | Mendoza Publik: 13 000 Domare: Daniel Fedorzuck (Uruguay) | Mendoza Publik: 13 000 Domare: Daniel Fedorzuck (Uruguay) |
| 20:00 ART | 20:00 ART  |                       |                 |                         | Mendoza Publik: 13 000 Domare: Daniel Fedorzuck (Uruguay) | Mendoza Publik: 13 000 Domare: Daniel Fedorzuck (Uruguay) |
| 20:00 ART | 20:00 ART  |                       |                 |                         | Mendoza Publik: 13 000 Domare: Daniel Fedorzuck (Uruguay) | Mendoza Publik: 13 000 Domare: Daniel Fedorzuck (Uruguay) |

|           | 15 januari | Colombia U20                                   | 6 – 0           | Bolivia U20 | Estadio Malvinas Argentinas              |                                          |
| 20:00 ART | 20:00 ART  | Borja 45′, 52′, 57′ Nieto 50′ Córdoba 75′, 86′ | (1 – 0) Rapport |             | Mendoza Domare: Sandro Ricci (Brasilien) | Mendoza Domare: Sandro Ricci (Brasilien) |
| 20:00 ART | 20:00 ART  |                                                |                 |             | Mendoza Domare: Sandro Ricci (Brasilien) | Mendoza Domare: Sandro Ricci (Brasilien) |
| 20:00 ART | 20:00 ART  |                                                |                 |             | Mendoza Domare: Sandro Ricci (Brasilien) | Mendoza Domare: Sandro Ricci (Brasilien) |

|           | 15 januari | Paraguay U20            | 2 – 3           | Chile U20                              | Estadio Malvinas Argentinas                                |                                                            |
| 22:15 ART | 22:15 ART  | González 8′ Alborno 54′ | (1 – 2) Rapport | Rojas 23′ Maturana 37′ Contreras 90+1′ | Mendoza Publik: 7 000 Domare: Marlon Escalante (Venezuela) | Mendoza Publik: 7 000 Domare: Marlon Escalante (Venezuela) |
| 22:15 ART | 22:15 ART  |                         |                 |                                        | Mendoza Publik: 7 000 Domare: Marlon Escalante (Venezuela) | Mendoza Publik: 7 000 Domare: Marlon Escalante (Venezuela) |
| 22:15 ART | 22:15 ART  |                         |                 |                                        | Mendoza Publik: 7 000 Domare: Marlon Escalante (Venezuela) | Mendoza Publik: 7 000 Domare: Marlon Escalante (Venezuela) |

|           | 17 januari | Paraguay U20                                   | 5 – 1           | Bolivia U20 | Estadio Malvinas Argentinas                |                                            |
| 17:45 ART | 17:45 ART  | Gómez 8′ González 31′ Pérez 62′, 64′ Rojas 68′ | (2 – 0) Rapport | Vargas 57′  | Mendoza Domare: Daniel Fedorzuck (Uruguay) | Mendoza Domare: Daniel Fedorzuck (Uruguay) |
| 17:45 ART | 17:45 ART  |                                                |                 |             | Mendoza Domare: Daniel Fedorzuck (Uruguay) | Mendoza Domare: Daniel Fedorzuck (Uruguay) |
| 17:45 ART | 17:45 ART  |                                                |                 |             | Mendoza Domare: Daniel Fedorzuck (Uruguay) | Mendoza Domare: Daniel Fedorzuck (Uruguay) |

|           | 17 januari | Argentina U20                          | 3 – 2           | Colombia U20           | Estadio Malvinas Argentinas                 |                                             |
| 20:00 ART | 20:00 ART  | Ruiz 13′ (str.) Iturbe 46′ Allione 69′ | (1 – 0) Rapport | Perea 50′ Quintero 74′ | Mendoza Domare: Víctor Hugo Carrillo (Peru) | Mendoza Domare: Víctor Hugo Carrillo (Peru) |
| 20:00 ART | 20:00 ART  |                                        |                 |                        | Mendoza Domare: Víctor Hugo Carrillo (Peru) | Mendoza Domare: Víctor Hugo Carrillo (Peru) |
| 20:00 ART | 20:00 ART  |                                        |                 |                        | Mendoza Domare: Víctor Hugo Carrillo (Peru) | Mendoza Domare: Víctor Hugo Carrillo (Peru) |

### Grupp B
| Nr | Lag           | S | V | O | F | GM | IM | MS | P |
| -- | ------------- | - | - | - | - | -- | -- | -- | - |
| 1  | Peru U20      | 4 | 2 | 1 | 1 | 7  | 5  | +2 | 7 |
| 2  | Uruguay U20   | 4 | 1 | 3 | 0 | 10 | 9  | +1 | 6 |
| 3  | Ecuador U20   | 4 | 1 | 2 | 1 | 5  | 5  | 0  | 5 |
| 4  | Venezuela U20 | 4 | 1 | 1 | 2 | 3  | 4  | −1 | 4 |
| 5  | Brasilien U20 | 4 | 1 | 1 | 2 | 4  | 6  | −2 | 4 |

|           | 10 januari | Brasilien U20   | 1 – 1           | Ecuador U20  | Estadio San Juan del Bicentenario                     |                                                       |
| 20:00 ART | 20:00 ART  | León 38′ (sjm.) | (1 – 1) Rapport | Parrales 28′ | San Juan Publik: 500 Domare: José Buitrago (Colombia) | San Juan Publik: 500 Domare: José Buitrago (Colombia) |
| 20:00 ART | 20:00 ART  |                 |                 |              | San Juan Publik: 500 Domare: José Buitrago (Colombia) | San Juan Publik: 500 Domare: José Buitrago (Colombia) |
| 20:00 ART | 20:00 ART  |                 |                 |              | San Juan Publik: 500 Domare: José Buitrago (Colombia) | San Juan Publik: 500 Domare: José Buitrago (Colombia) |

|           | 10 januari | Uruguay U20                         | 3 – 3           | Peru U20                                 | Estadio San Juan del Bicentenario                       |                                                         |
| 22:15 ART | 22:15 ART  | López 40′ Bentancourt 53′ Rolán 55′ | (1 – 2) Rapport | Reyna 19′ Gómez 44′ Benavente 87′ (str.) | San Juan Publik: 400 Domare: Enrique Cáceres (Paraguay) | San Juan Publik: 400 Domare: Enrique Cáceres (Paraguay) |
| 22:15 ART | 22:15 ART  |                                     |                 |                                          | San Juan Publik: 400 Domare: Enrique Cáceres (Paraguay) | San Juan Publik: 400 Domare: Enrique Cáceres (Paraguay) |
| 22:15 ART | 22:15 ART  |                                     |                 |                                          | San Juan Publik: 400 Domare: Enrique Cáceres (Paraguay) | San Juan Publik: 400 Domare: Enrique Cáceres (Paraguay) |

|           | 12 januari | Brasilien U20              | 2 – 3           | Uruguay U20                          | Estadio San Juan del Bicentenario                         |                                                           |
| 20:00 ART | 20:00 ART  | Fred 70′ Marcos Júnior 72′ | (0 – 1) Rapport | Laxalt 6′ Rolán 47′ (str.) López 90′ | San Juan Publik: 300 Domare: Patricio Loustau (Argentina) | San Juan Publik: 300 Domare: Patricio Loustau (Argentina) |
| 20:00 ART | 20:00 ART  |                            |                 |                                      | San Juan Publik: 300 Domare: Patricio Loustau (Argentina) | San Juan Publik: 300 Domare: Patricio Loustau (Argentina) |
| 20:00 ART | 20:00 ART  |                            |                 |                                      | San Juan Publik: 300 Domare: Patricio Loustau (Argentina) | San Juan Publik: 300 Domare: Patricio Loustau (Argentina) |

|           | 12 januari | Ecuador U20 | 0 – 1           | Venezuela U20 | Estadio San Juan del Bicentenario                  |                                                    |
| 22:15 ART | 22:15 ART  |             | (0 – 1) Rapport | Martínez 28′  | San Juan Publik: 300 Domare: Raúl Orosco (Bolivia) | San Juan Publik: 300 Domare: Raúl Orosco (Bolivia) |
| 22:15 ART | 22:15 ART  |             |                 |               | San Juan Publik: 300 Domare: Raúl Orosco (Bolivia) | San Juan Publik: 300 Domare: Raúl Orosco (Bolivia) |
| 22:15 ART | 22:15 ART  |             |                 |               | San Juan Publik: 300 Domare: Raúl Orosco (Bolivia) | San Juan Publik: 300 Domare: Raúl Orosco (Bolivia) |

|           | 14 januari | Peru U20             | 1 – 0           | Venezuela U20 | Estadio San Juan del Bicentenario       |                                         |
| 20:00 ART | 20:00 ART  | Benavente 36′ (str.) | (1 – 0) Rapport |               | San Juan Domare: Julio Bascuñán (Chile) | San Juan Domare: Julio Bascuñán (Chile) |
| 20:00 ART | 20:00 ART  |                      |                 |               | San Juan Domare: Julio Bascuñán (Chile) | San Juan Domare: Julio Bascuñán (Chile) |
| 20:00 ART | 20:00 ART  |                      |                 |               | San Juan Domare: Julio Bascuñán (Chile) | San Juan Domare: Julio Bascuñán (Chile) |

|           | 14 januari | Uruguay U20           | 2 – 2           | Ecuador U20              | Estadio San Juan del Bicentenario         |                                           |
| 22:15 ART | 22:15 ART  | López 19′ Aguirre 85′ | (1 – 0) Rapport | Esterilla 46′ Grueso 55′ | San Juan Domare: José Buitrago (Colombia) | San Juan Domare: José Buitrago (Colombia) |
| 22:15 ART | 22:15 ART  |                       |                 |                          | San Juan Domare: José Buitrago (Colombia) | San Juan Domare: José Buitrago (Colombia) |
| 22:15 ART | 22:15 ART  |                       |                 |                          | San Juan Domare: José Buitrago (Colombia) | San Juan Domare: José Buitrago (Colombia) |

|           | 16 januari | Brasilien U20              | 1 – 0           | Venezuela U20 | Estadio San Juan del Bicentenario      |                                        |
| 20:00 ART | 20:00 ART  | Felipe Anderson 45′ (str.) | (0 – 0) Rapport |               | San Juan Domare: Raúl Orosco (Bolivia) | San Juan Domare: Raúl Orosco (Bolivia) |
| 20:00 ART | 20:00 ART  |                            |                 |               | San Juan Domare: Raúl Orosco (Bolivia) | San Juan Domare: Raúl Orosco (Bolivia) |
| 20:00 ART | 20:00 ART  |                            |                 |               | San Juan Domare: Raúl Orosco (Bolivia) | San Juan Domare: Raúl Orosco (Bolivia) |

|           | 16 januari | Ecuador U20                | 2 – 1           | Peru U20        | Estadio San Juan del Bicentenario           |                                             |
| 22:15 ART | 22:15 ART  | Esterilla 79′ Cevallos 83′ | (0 – 0) Rapport | Deza 65′ (str.) | San Juan Domare: Enrique Cáceres (Paraguay) | San Juan Domare: Enrique Cáceres (Paraguay) |
| 22:15 ART | 22:15 ART  |                            |                 |                 | San Juan Domare: Enrique Cáceres (Paraguay) | San Juan Domare: Enrique Cáceres (Paraguay) |
| 22:15 ART | 22:15 ART  |                            |                 |                 | San Juan Domare: Enrique Cáceres (Paraguay) | San Juan Domare: Enrique Cáceres (Paraguay) |

|           | 18 januari | Uruguay U20                | 2 – 2           | Venezuela U20         | Estadio San Juan del Bicentenario       |                                         |
| 17:45 ART | 17:45 ART  | Rolán 26′ (str.) López 59′ | (1 – 1) Rapport | Martínez 20′ Añor 47′ | San Juan Domare: Julio Bascuñán (Chile) | San Juan Domare: Julio Bascuñán (Chile) |
| 17:45 ART | 17:45 ART  |                            |                 |                       | San Juan Domare: Julio Bascuñán (Chile) | San Juan Domare: Julio Bascuñán (Chile) |
| 17:45 ART | 17:45 ART  |                            |                 |                       | San Juan Domare: Julio Bascuñán (Chile) | San Juan Domare: Julio Bascuñán (Chile) |

|           | 18 januari | Brasilien U20 | 0 – 1           | Peru U20               | Estadio San Juan del Bicentenario             |                                               |
| 20:00 ART | 20:00 ART  |               | (0 – 2) Rapport | Reyna 23′ Flores 90+1′ | San Juan Domare: Patricio Loustau (Argentina) | San Juan Domare: Patricio Loustau (Argentina) |
| 20:00 ART | 20:00 ART  |               |                 |                        | San Juan Domare: Patricio Loustau (Argentina) | San Juan Domare: Patricio Loustau (Argentina) |
| 20:00 ART | 20:00 ART  |               |                 |                        | San Juan Domare: Patricio Loustau (Argentina) | San Juan Domare: Patricio Loustau (Argentina) |

## Andra omgången
| Nr | Lag          | S | V | O | F | GM | IM | MS | P  |
| -- | ------------ | - | - | - | - | -- | -- | -- | -- |
| 1  | Colombia U20 | 5 | 4 | 0 | 1 | 6  | 3  | +3 | 12 |
| 2  | Paraguay U20 | 5 | 3 | 1 | 1 | 7  | 4  | +3 | 10 |
| 3  | Uruguay U20  | 5 | 3 | 0 | 2 | 5  | 3  | +2 | 9  |
| 4  | Chile U20    | 5 | 2 | 1 | 2 | 7  | 6  | +1 | 7  |
| 5  | Peru U20     | 5 | 1 | 2 | 2 | 6  | 8  | −2 | 5  |
| 6  | Ecuador U20  | 5 | 0 | 0 | 5 | 4  | 11 | −7 | 0  |

|           | 20 januari | Chile U20   | 1 – 3           | Paraguay U20                       | Estadio Malvinas Argentinas                                |                                                            |
| 17:30 ART | 17:30 ART  | Castillo 9′ | (1 – 0) Rapport | González 59′ Pérez 77′ Cardozo 81′ | Mendoza Publik: 2 000 Domare: Patricio Loustau (Argentina) | Mendoza Publik: 2 000 Domare: Patricio Loustau (Argentina) |
| 17:30 ART | 17:30 ART  |             |                 |                                    | Mendoza Publik: 2 000 Domare: Patricio Loustau (Argentina) | Mendoza Publik: 2 000 Domare: Patricio Loustau (Argentina) |
| 17:30 ART | 17:30 ART  |             |                 |                                    | Mendoza Publik: 2 000 Domare: Patricio Loustau (Argentina) | Mendoza Publik: 2 000 Domare: Patricio Loustau (Argentina) |

|           | 20 januari | Peru U20  | 1 – 3           | Uruguay U20                        | Estadio Malvinas Argentinas                         |                                                     |
| 19:45 ART | 19:45 ART  | Reyna 42′ | (1 – 1) Rapport | Formiliano 12′ López 68′ Rolán 88′ | Mendoza Publik: 1 000 Domare: Carlos Vera (Ecuador) | Mendoza Publik: 1 000 Domare: Carlos Vera (Ecuador) |
| 19:45 ART | 19:45 ART  |           |                 |                                    | Mendoza Publik: 1 000 Domare: Carlos Vera (Ecuador) | Mendoza Publik: 1 000 Domare: Carlos Vera (Ecuador) |
| 19:45 ART | 19:45 ART  |           |                 |                                    | Mendoza Publik: 1 000 Domare: Carlos Vera (Ecuador) | Mendoza Publik: 1 000 Domare: Carlos Vera (Ecuador) |

|           | 20 januari | Colombia U20           | 0 – 0           | Ecuador U20  | Estadio Malvinas Argentinas                              |                                                          |
| 22:00 ART | 22:00 ART  | Nieto 50′ Quintero 70′ | (2 – 1) Rapport | Parrales 85′ | Mendoza Publik: 1 000 Domare: Enrique Cáceres (Paraguay) | Mendoza Publik: 1 000 Domare: Enrique Cáceres (Paraguay) |
| 22:00 ART | 22:00 ART  |                        |                 |              | Mendoza Publik: 1 000 Domare: Enrique Cáceres (Paraguay) | Mendoza Publik: 1 000 Domare: Enrique Cáceres (Paraguay) |
| 22:00 ART | 22:00 ART  |                        |                 |              | Mendoza Publik: 1 000 Domare: Enrique Cáceres (Paraguay) | Mendoza Publik: 1 000 Domare: Enrique Cáceres (Paraguay) |

|           | 23 januari | Chile U20                                        | 4 – 1           | Ecuador U20   | Estadio Malvinas Argentinas                               |                                                           |
| 17:30 ART | 17:30 ART  | Castillo 18′ Rubio 28′ (str.) Baeza 75′ Mora 83′ | (2 – 0) Rapport | Esterilla 69′ | Mendoza Publik: 3 000 Domare: Víctor Hugo Carrillo (Peru) | Mendoza Publik: 3 000 Domare: Víctor Hugo Carrillo (Peru) |
| 17:30 ART | 17:30 ART  |                                                  |                 |               | Mendoza Publik: 3 000 Domare: Víctor Hugo Carrillo (Peru) | Mendoza Publik: 3 000 Domare: Víctor Hugo Carrillo (Peru) |
| 17:30 ART | 17:30 ART  |                                                  |                 |               | Mendoza Publik: 3 000 Domare: Víctor Hugo Carrillo (Peru) | Mendoza Publik: 3 000 Domare: Víctor Hugo Carrillo (Peru) |

|           | 23 januari | Peru U20   | 1 – 1           | Paraguay U20 | Estadio Malvinas Argentinas                         |                                                     |
| 19:45 ART | 19:45 ART  | Araujo 28′ | (1 – 0) Rapport | Alonso 82′   | Mendoza Publik: 1 000 Domare: Raúl Orosco (Bolivia) | Mendoza Publik: 1 000 Domare: Raúl Orosco (Bolivia) |
| 19:45 ART | 19:45 ART  |            |                 |              | Mendoza Publik: 1 000 Domare: Raúl Orosco (Bolivia) | Mendoza Publik: 1 000 Domare: Raúl Orosco (Bolivia) |
| 19:45 ART | 19:45 ART  |            |                 |              | Mendoza Publik: 1 000 Domare: Raúl Orosco (Bolivia) | Mendoza Publik: 1 000 Domare: Raúl Orosco (Bolivia) |

|           | 23 januari | Colombia U20 | 1 – 0           | Uruguay U20 | Estadio Malvinas Argentinas                            |                                                        |
| 22:00 ART | 22:00 ART  | Córdoba 38′  | (1 – 0) Rapport |             | Mendoza Publik: 2 400 Domare: Sandro Ricci (Brasilien) | Mendoza Publik: 2 400 Domare: Sandro Ricci (Brasilien) |
| 22:00 ART | 22:00 ART  |              |                 |             | Mendoza Publik: 2 400 Domare: Sandro Ricci (Brasilien) | Mendoza Publik: 2 400 Domare: Sandro Ricci (Brasilien) |
| 22:00 ART | 22:00 ART  |              |                 |             | Mendoza Publik: 2 400 Domare: Sandro Ricci (Brasilien) | Mendoza Publik: 2 400 Domare: Sandro Ricci (Brasilien) |

|           | 27 januari | Chile U20 | 0 – 1           | Uruguay U20 | Estadio Malvinas Argentinas                                |                                                            |
| 17:30 ART | 17:30 ART  |           | (0 – 0) Rapport | Bueno 64′   | Mendoza Publik: 5 000 Domare: Marlon Escalante (Venezuela) | Mendoza Publik: 5 000 Domare: Marlon Escalante (Venezuela) |
| 17:30 ART | 17:30 ART  |           |                 |             | Mendoza Publik: 5 000 Domare: Marlon Escalante (Venezuela) | Mendoza Publik: 5 000 Domare: Marlon Escalante (Venezuela) |
| 17:30 ART | 17:30 ART  |           |                 |             | Mendoza Publik: 5 000 Domare: Marlon Escalante (Venezuela) | Mendoza Publik: 5 000 Domare: Marlon Escalante (Venezuela) |

|           | 27 januari | Peru U20 | 0 – 1           | Colombia U20        | Estadio Malvinas Argentinas                                |                                                            |
| 19:45 ART | 19:45 ART  |          | (0 – 1) Rapport | Quintero 18′ (str.) | Mendoza Publik: 1 800 Domare: Patricio Loustau (Argentina) | Mendoza Publik: 1 800 Domare: Patricio Loustau (Argentina) |
| 19:45 ART | 19:45 ART  |          |                 |                     | Mendoza Publik: 1 800 Domare: Patricio Loustau (Argentina) | Mendoza Publik: 1 800 Domare: Patricio Loustau (Argentina) |
| 19:45 ART | 19:45 ART  |          |                 |                     | Mendoza Publik: 1 800 Domare: Patricio Loustau (Argentina) | Mendoza Publik: 1 800 Domare: Patricio Loustau (Argentina) |

|           | 27 januari | Paraguay U20   | 1 – 0           | Ecuador U20 | Estadio Malvinas Argentinas                            |                                                        |
| 22:00 ART | 22:00 ART  | Villamayor 86′ | (0 – 0) Rapport |             | Mendoza Publik: 1 000 Domare: José Buitrago (Colombia) | Mendoza Publik: 1 000 Domare: José Buitrago (Colombia) |
| 22:00 ART | 22:00 ART  |                |                 |             | Mendoza Publik: 1 000 Domare: José Buitrago (Colombia) | Mendoza Publik: 1 000 Domare: José Buitrago (Colombia) |
| 22:00 ART | 22:00 ART  |                |                 |             | Mendoza Publik: 1 000 Domare: José Buitrago (Colombia) | Mendoza Publik: 1 000 Domare: José Buitrago (Colombia) |

|           | 30 januari | Chile U20           | 1 – 0           | Colombia U20 | Estadio Malvinas Argentinas                         |                                                     |
| 17:30 ART | 17:30 ART  | Castillo 45′ (str.) | (0 – 0) Rapport |              | Mendoza Publik: 6 000 Domare: Raúl Orosco (Bolivia) | Mendoza Publik: 6 000 Domare: Raúl Orosco (Bolivia) |
| 17:30 ART | 17:30 ART  |                     |                 |              | Mendoza Publik: 6 000 Domare: Raúl Orosco (Bolivia) | Mendoza Publik: 6 000 Domare: Raúl Orosco (Bolivia) |
| 17:30 ART | 17:30 ART  |                     |                 |              | Mendoza Publik: 6 000 Domare: Raúl Orosco (Bolivia) | Mendoza Publik: 6 000 Domare: Raúl Orosco (Bolivia) |

|           | 30 januari | Peru U20                | 3 – 2           | Ecuador U20               | Estadio Malvinas Argentinas                                |                                                            |
| 19:45 ART | 19:45 ART  | Reyna 28′, 34′ Polo 83′ | (2 – 0) Rapport | Uchuari 52′ Esterilla 70′ | Mendoza Publik: 2 000 Domare: Marlon Escalante (Venezuela) | Mendoza Publik: 2 000 Domare: Marlon Escalante (Venezuela) |
| 19:45 ART | 19:45 ART  |                         |                 |                           | Mendoza Publik: 2 000 Domare: Marlon Escalante (Venezuela) | Mendoza Publik: 2 000 Domare: Marlon Escalante (Venezuela) |
| 19:45 ART | 19:45 ART  |                         |                 |                           | Mendoza Publik: 2 000 Domare: Marlon Escalante (Venezuela) | Mendoza Publik: 2 000 Domare: Marlon Escalante (Venezuela) |

|           | 30 januari | Paraguay U20 | 1 – 0           | Uruguay U20 | Estadio Malvinas Argentinas              |                                          |
| 22:00 ART | 22:00 ART  | Alonso 59′   | (0 – 0) Rapport |             | Mendoza Domare: Sandro Ricci (Brasilien) | Mendoza Domare: Sandro Ricci (Brasilien) |
| 22:00 ART | 22:00 ART  |              |                 |             | Mendoza Domare: Sandro Ricci (Brasilien) | Mendoza Domare: Sandro Ricci (Brasilien) |
| 22:00 ART | 22:00 ART  |              |                 |             | Mendoza Domare: Sandro Ricci (Brasilien) | Mendoza Domare: Sandro Ricci (Brasilien) |

|           | 3 februari | Uruguay U20 | 1 – 0           | Ecuador U20 | Estadio Malvinas Argentinas                            |                                                        |
| 17:30 ART | 17:30 ART  | López 5′    | (1 – 0) Rapport |             | Mendoza Publik: 7 000 Domare: José Buitrago (Colombia) | Mendoza Publik: 7 000 Domare: José Buitrago (Colombia) |
| 17:30 ART | 17:30 ART  |             |                 |             | Mendoza Publik: 7 000 Domare: José Buitrago (Colombia) | Mendoza Publik: 7 000 Domare: José Buitrago (Colombia) |
| 17:30 ART | 17:30 ART  |             |                 |             | Mendoza Publik: 7 000 Domare: José Buitrago (Colombia) | Mendoza Publik: 7 000 Domare: José Buitrago (Colombia) |

|           | 3 februari | Chile U20   | 1 – 1           | Peru U20  | Estadio Malvinas Argentinas                               |                                                           |
| 19:45 ART | 19:45 ART  | Rabello 34′ | (1 – 1) Rapport | Flores 7′ | Mendoza Publik: 18 000 Domare: Enrique Cáceres (Paraguay) | Mendoza Publik: 18 000 Domare: Enrique Cáceres (Paraguay) |
| 19:45 ART | 19:45 ART  |             |                 |           | Mendoza Publik: 18 000 Domare: Enrique Cáceres (Paraguay) | Mendoza Publik: 18 000 Domare: Enrique Cáceres (Paraguay) |
| 19:45 ART | 19:45 ART  |             |                 |           | Mendoza Publik: 18 000 Domare: Enrique Cáceres (Paraguay) | Mendoza Publik: 18 000 Domare: Enrique Cáceres (Paraguay) |

|           | 3 februari | Colombia U20             | 2 – 1           | Paraguay U20 | Estadio Malvinas Argentinas                                |                                                            |
| 22:00 ART | 22:00 ART  | Quintero 24′ Vergara 54′ | (1 – 0) Rapport | Rojas 88′    | Mendoza Publik: 5 000 Domare: Patricio Loustau (Argentina) | Mendoza Publik: 5 000 Domare: Patricio Loustau (Argentina) |
| 22:00 ART | 22:00 ART  |                          |                 |              | Mendoza Publik: 5 000 Domare: Patricio Loustau (Argentina) | Mendoza Publik: 5 000 Domare: Patricio Loustau (Argentina) |
| 22:00 ART | 22:00 ART  |                          |                 |              | Mendoza Publik: 5 000 Domare: Patricio Loustau (Argentina) | Mendoza Publik: 5 000 Domare: Patricio Loustau (Argentina) |

## Målskyttar
6 mål
- Nicolás López

5 mål
| - Juan Fernando Quintero | - Nicolás Castillo | - Yordy Reyna |  |

4 mål
| - Derlis González | - Diego Rolán | - Jhon Córdoba | - Ely Esterilla |

3 mål
| - Miguel Borja | - Matías Pérez |  |

2 mål
| - Luciano Vietto - Rodrigo Vargas - Cristian Cuevas | - Juan Nieto - Miguel Parrales | - Cristian Benavente - Edison Flores | - Josef Martínez - Junior Alonso |

1 mål
| - Agustín Allione - Juan Iturbe - Lucas Melano - Alan Ruiz - Danny Bejarano - Felipe Anderson - Fred - Marcos Júnior - Alejandro Contreras | - Claudio Baeza - Diego Rojas - Diego Rubio - Felipe Mora - Igor Lichnovsky - Nicolás Maturana - Bryan Rabello - Brayan Perea | - Carlos Armando Grueso - José Francisco Cevallos, Jr. - Rodrigo Alborno - Ángel Cardozo - Cecilio Domínguez - Gustavo Gómez - Jorge Rojas - Jean Deza | - Miguel Araujo - Edwin Gómez - Andy Polo - Rodrigo Aguirre - Diego Laxalt - Rubén Bentancourt - Mauricio Formiliano - Juan Pablo Añor |

Självmål
- Luis León (för Brasilien)

### Fotnoter
1. 1 2  ”Arkiverade kopian”. Arkiverad från originalet den 25 april 2013. https://archive.today/20130425222244/http://www.fifa.com/u20worldcup/news/newsid=1981972/. Läst 14 januari 2013.
2. ↑  http://conmebol.com/export/sites/conmebol/Docs/Sudamericano_Sub20/2013/lista-jugadores_Sub20_Argentina_2013.pdf